# Volcher Coiter

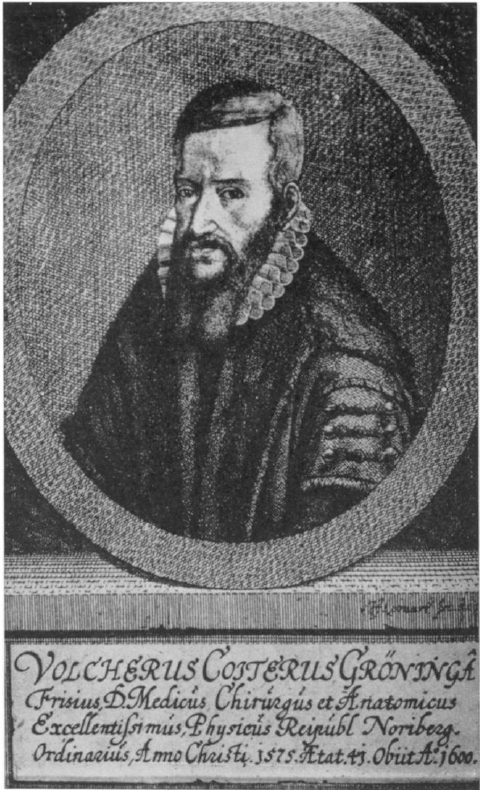
Volcher Coiter

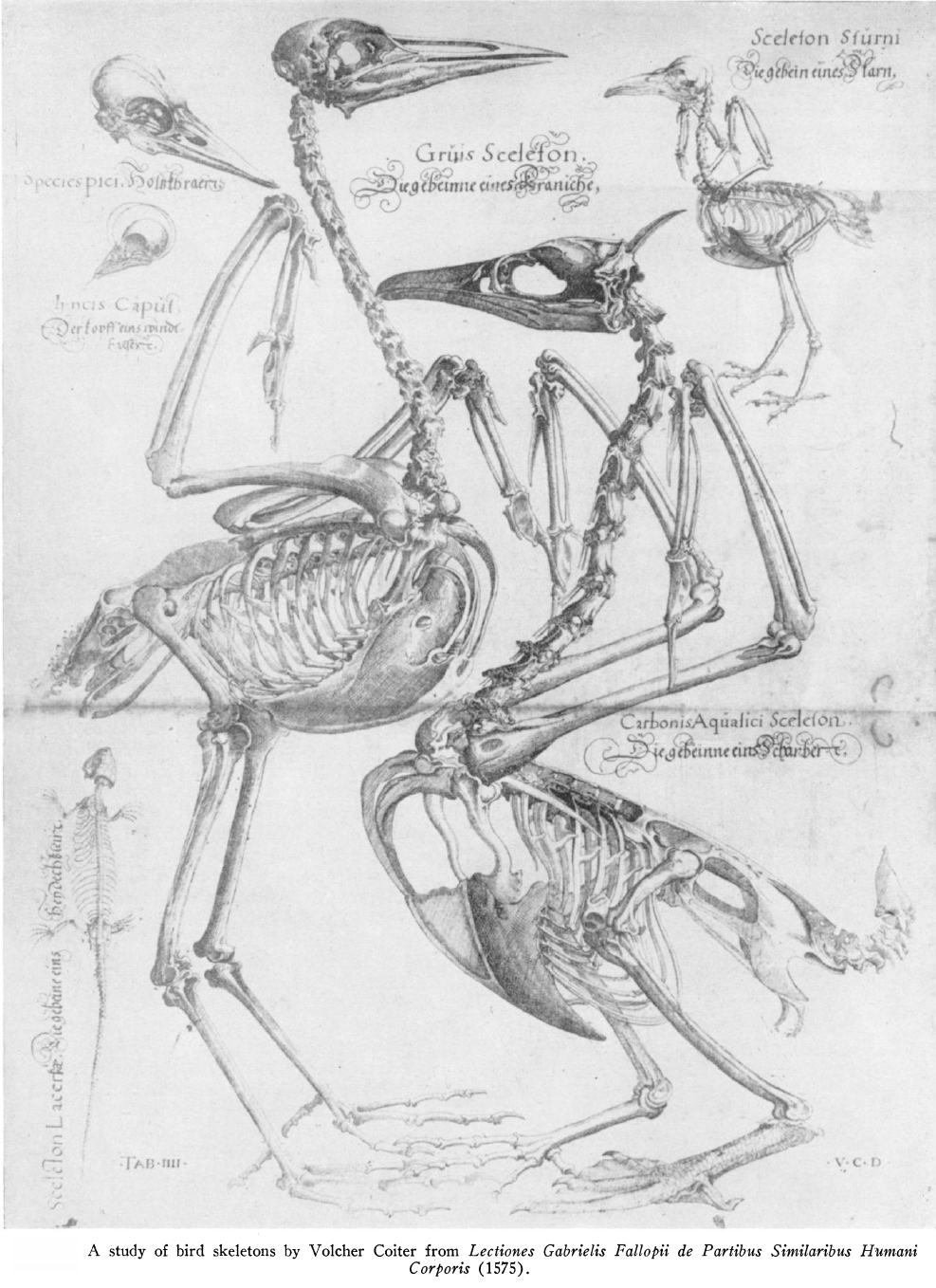
Vogelanatomie, getekend door Coiter

Volcher Coiter (ook gespeld als Coyter of Koyter) (Groningen, 1534 – Brienne-le-Château, 2 juni 1576) was een Nederlands anatoom, die zich vooral bezighield met de studie naar comparatieve osteologie. Tevens was hij de eerste die cerebrospinale hersenvliesontsteking beschreef.
Coiter studeerde in Italië en Frankrijk. Hij was een leerling van onder anderen Ulisse Aldrovandi, Gabriele Falloppio, Bartolomeo Eustachi en Guillaume Rondelet. Hij werd in 1569 stadsarts van Neurenberg, en ging later werken als veldarts in het leger.
Enkele van zijn werken zijn Externarum et Internarum Principalium Humani Corporis Partium Tabulae (1573) en De Avium Sceletis et Praecipius Musculis (1575). Zijn werken bevatten gedetailleerde anatomische studies van vogels, alsmede een classificatie van deze vogels op basis van hun lichaamsbouw en gedrag. Coiter wordt gezien als een van de grondleggers van de moderne zoölogie, samen met de Zwitser Conrad Gesner, (1516–1565), de Italiaan Ulisse Aldrovandi (1522–1605) en de Fransman Guillaume Rondelet (1507–1566).